# أنانكي
أنانكي بالإغريقية تعني الحتمية وتجسد في الميثولوجيا الإغريقية القدر . تظهر في الأعمال التراجيدية كأعلى سلطة وكمهيمنة على الآلهة.
أما في ثيوغونية الأورفكريين حيث تقارن أنانكي بأدراستايا (التي لايمكن تجنبها / القدر) فهي إلهة البداية وأنها هي من خلقت مع خرونوس (الزمن) أيثر وكاوس وايريبوس , وتعد أيضًا زوجة ديميؤورغ Demiurg إله الخَلْقْ وأم هايمارميني Heimarmene إلهة القدر الذي لا يمكن تغييره.
أما عند أفلاطون فهي أم المويرائيات Moirae (مجموعة من إلهات القدر), ويعدها إحدى قوى الخلق الأولى
أما في الميثولوجيا الرومانية فقد أطلق على أنانكي اسم Necessitas